# Aspidistra xilinensis
Aspidistra xilinensis är en sparrisväxtart som beskrevs av Y.Wan och X.H.Lu. Aspidistra xilinensis ingår i släktet Aspidistra och familjen sparrisväxter. Inga underarter finns listade i Catalogue of Life.